# Ossian ou Les Bardes

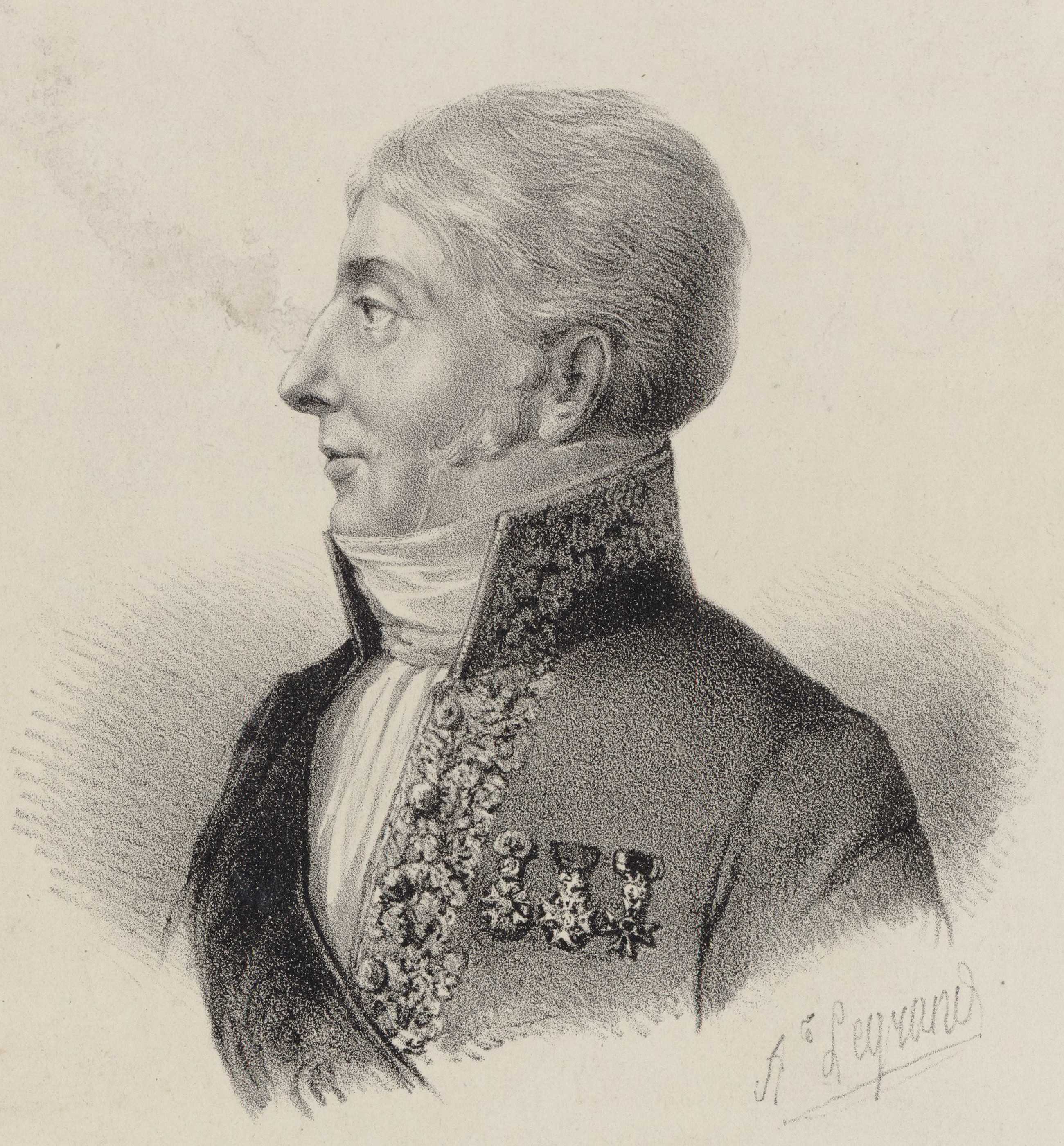
Jean-François Lesueur

Ossian ou Les Bardes (Ossian eller Barderna) är en fransk opera i fem akter med musik av Jean-François Lesueur och libretto av Alphonse François Palat-Dercy efter James Macphersons diktverk Ossians sånger.

## Historia
Partituret innehåller flera kuriösa inslag; modal musik får representera folket på Kaledonien och tolv harpor som förstärker bardernas sammankomst. Utöver detta finns det återkommande ledmotiv. Lesueurs elev Hector Berlioz påverkades både av operans tekniker och av dess sceniska framställning. Operan hade premiär den 10 juli 1804 på Parisoperan.

## Personer
- Ossian (tenor)
- Duntalmo (bas)
- Rosmala (sopran)
- Mornal (tenor)
- Rozmar (bas)
- Hydala (baryton)
- Salgar (bas)
- En bard (bas)
- En kaledonisk kvinna (sopran)
- En soldat (tenor)

## Handling
Operan utspelas i Skottland på 200-talet. Kaledonien har invaderats av skandinaverna under ledning av Duntalmo som försöker påtvinga folket asatron. Den gamle barden Rozmars dotter Rosmala vill Duntalmo ha för sin sons räkning. Rosmalas älskade, Ossian, anländer men tas till fånga av Duntalmo. Kaledonierna förkastar den nya religionen. Ossian drömmer om barder, hjältar, jungfrur och Rosmala i en grav. Kaledonierna förbereder för strid men Duntalmos styrkor besegras av Ossians män.